# Gastone Simoni (scrittore)
Gastone Simoni (Omegna, 1º gennaio 1899 – Roma, 11 agosto 1966) è stato uno scrittore italiano.

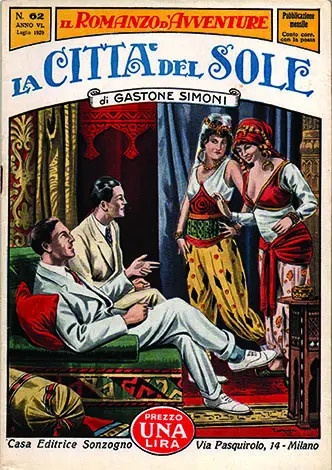
La città del sole di Gastone Simoni, collana Il Romanzo d'Avventure 62, Sonzogno, 1929.

Fu autore di storie d'avventura di impronta salgariana e della prima fantascienza italiana tra le due guerre mondiali, come La casa nel cielo (1928), La città del sole (1929) e la sua seconda parte La barriera invisibile (1929), L'ultimo degli Atlantidi (1932), L'idolo d'acciaio (1934), Il re del mistero (1934), con una misteriosa città nel Sahara sede di un'avanzata civiltà, La rivolta degli idoli (1936). Scrisse inoltre storie poliziesche.

## Opere

### Romanzi
- La casa nel cielo, Il Romanzo d'Avventure n.48, Milano, Sonzogno, 1928
- La città del sole, Il Romanzo d'Avventure n.62, Milano, Sonzogno, 1929
- La barriera invisibile, Il Romanzo d'Avventure n. 63, Milano, Sonzogno, 1929 (seguito de La città del sole)
- I contrabbandieri, Il Romanzo d'Avventure n. 74, Milano, Sonzogno, 1930
- L'isola del Gran Tabù (romanzo breve), copertina e disegni di Domenico Natoli, La Biblioteca dei Ragazzi n.3, Armando Gorlini Editore, 1931
- Il richiamo dal fondo, Milano, Edizioni Amaltea, 1931
- L'ultimo pirata - Straordinarie avventure di un piccolo italiano intorno al mondo, Milano, Sonzogno, 1931
- L'aroma della vita, Milano, Sonzogno, 1932
- L'ultimo degli Atlantidi, Il Romanzo d'Avventure n.93, Milano, Sonzogno, 1932
- L'isola del faro rosso, con otto tavole del pittore Melandri, Milano, Sonzogno, 1932
- La prigioniera dell'abisso, con dieci tavole del pittore A. Natoli, Milano, Sonzogno, 1932
- L'idolo rosso, Il Romanzo d'Avventure 102, Milano, Sonzogno, 1932
- Gran Moxo, Il Romanzo d'Avventure 103, Milano, Sonzogno, 1932 (seguito de L'idolo rosso)
- La tigre dell'oceano, Milano, Casa Editrice Moderna [n.d.] ma 1933
- La regina del Mar Giallo, Milano, Casa Editrice Moderna, 1933
- L'ombra che uccide, Padova, Casa Editrice Antenore, [n.d.] ma 1933
- Fa-tan, Milano, Sonzogno, 1934 (tip. A. Matarelli)
- L'isola sommersa, illustrato con 6 disegni da A. Ortelli, Milano, Sonzogno, 1934
- Il lago d'oro, Le Avventure di Terra, del Mare, del Cielo n. 11, Milano, Editoriale Milanese, 1934
- La pista selvaggia (seguito del Lago d'oro), Le Avventure di Terra, del Mare, del Cielo n. 12, Milano, Editoriale Milanese, 1934
- L'idolo d'acciaio, illustrato con 10 disegni da F. Fabbi, Milano, Sonzogno, 1934
- Il re del mistero, La grande avventura 30, Milano, Stab. Tip. Del Duca, 1934
- Voci dell'abisso, Milano, Editoriale Milanese, 1935
- Alla conquista di un regno, illustrazioni di Natoli, Milano, SACSE, 1936 (tip. Locatelli, Sommaruga, Monesi)
- La casa sul fiume, Milano, Casa Ed. Sadel, 1936
- La strana morte del Signor Markham, Milano, Casa Ed. Sadel, 1936 e 1945
- L'enigma della freccia, Milano, Casa Ed. Sadel, 1936
- L'idolo di giada, illustrazioni di Natoli, Milano, SACSE, 1936 (tip. Locatelli, Sommaruga, Monesi)
- L'isola perduta, illustrazioni di Natoli, Milano, SACSE, 1936 (tip. Locatelli, Sommaruga, Monesi)
- La maledizione dei Maya, illustrazioni di Natoli, Milano, SACSE, 1936 (tip. Locatelli, Sommaruga, Monesi)
- La rivolta degli idoli, illustrazioni di Natoli, Milano, SACSE, 1936 (tip. Locatelli, Sommaruga, Monesi)
- L'ultimo corsaro, illustrazioni di Natoli, Milano, SACSE, 1936 (tip. Locatelli, Sommaruga, Monesi)
- Battaglia a bordo, Gialli economici Mondadori n.122, Milano, Mondadori, 1938
- Navi sommerse, Gialli economici Mondadori n.138, Milano, Mondadori, 1939
- Bandiera gialla, Gialli economici Mondadori n.155, Milano, Mondadori, 1939
- La casa della paura, Milano, Edizioni Economiche Italiane, 1939
- L'uomo della camera 19, Milano, Edizioni Economiche Ausonia, 1939
- La maschera dai tre occhi, Milano, Edital, 1940
- L'assassino immaginario, Milano, Edital, 1940; come Il maggiore dei Solvani, Roma, Editoriale Romana, 1944
- Chi ha ucciso Mister Carmody?, Milano, Casa Ed. Sadel, 1940 e 1945
- Gli occhi della tigre, Milano Edital, 1941
- Giornale di bordo, Milano, Ed. ALPE, 1941 (tip. Same, Soc. An. Milanese Ed.)
- La grande avventura, Milano, Edital, 1941
- Terra di nessuno, con Jeel Cross, Lo strano signor Greyland, traduzione autorizzata [dall'inglese] di Maddalena Tarian, Milano, Ed. Alpe, 1941 (tip. Locatelli, Sommaruga, Monesi)
- La strana morte di Mister Markham (come G. H. Simon), Roma, Edizioni Gialli d'Oggi, 1944
- Il segreto della vita, Ed. Sevagram, 1999[2]

### Racconti
- Pensione Queen, 1936; in Telefoni bianchi, delitti neri, Gli Speciali del Giallo Mondadori n° 31, Mondadori, 2001[3]

### Altro
- Nel paese di Pinocchio, Milano, Editoriale Milanese, 1934 (libro illustrato per l'infanzia)
- Sono abitate le stelle? Piccola enciclopedia astronomica, Milano, Istituto Editoriale Moderno, 1936
- Avventura a Ciucopoli, copertina e disegni di A. Ciriello, Editoriale Romana, 1944 (libro illustrato per l'infanzia)
- Circe: Maria Tarnowska: Assise di Venezia 1910, I processi celebri, Roma, Cinestar, 1949
- Chi vive sugli altri pianeti?, BUC Biblioteca Universale Curcio n.5, Milano, Roma, Curcio, 1950 (come curatore)

### Traduzioni
- Alexandre Dumas (figlio), Tre uomini forti, Milano, Sonzogno, 1932 (traduzione dal francese)